# Diskette

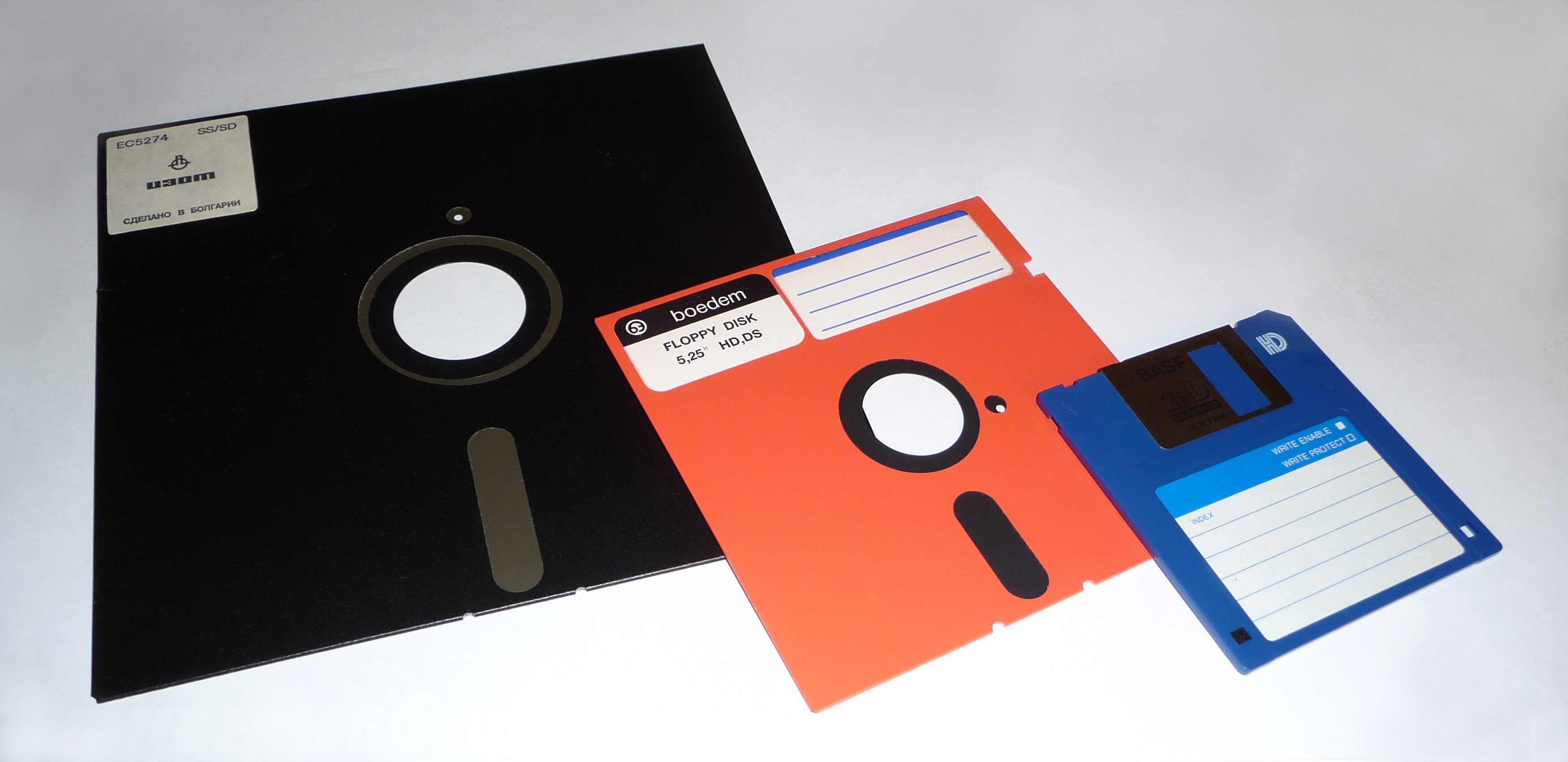
Floppydisks van 8, 5¼ en 3½ inch

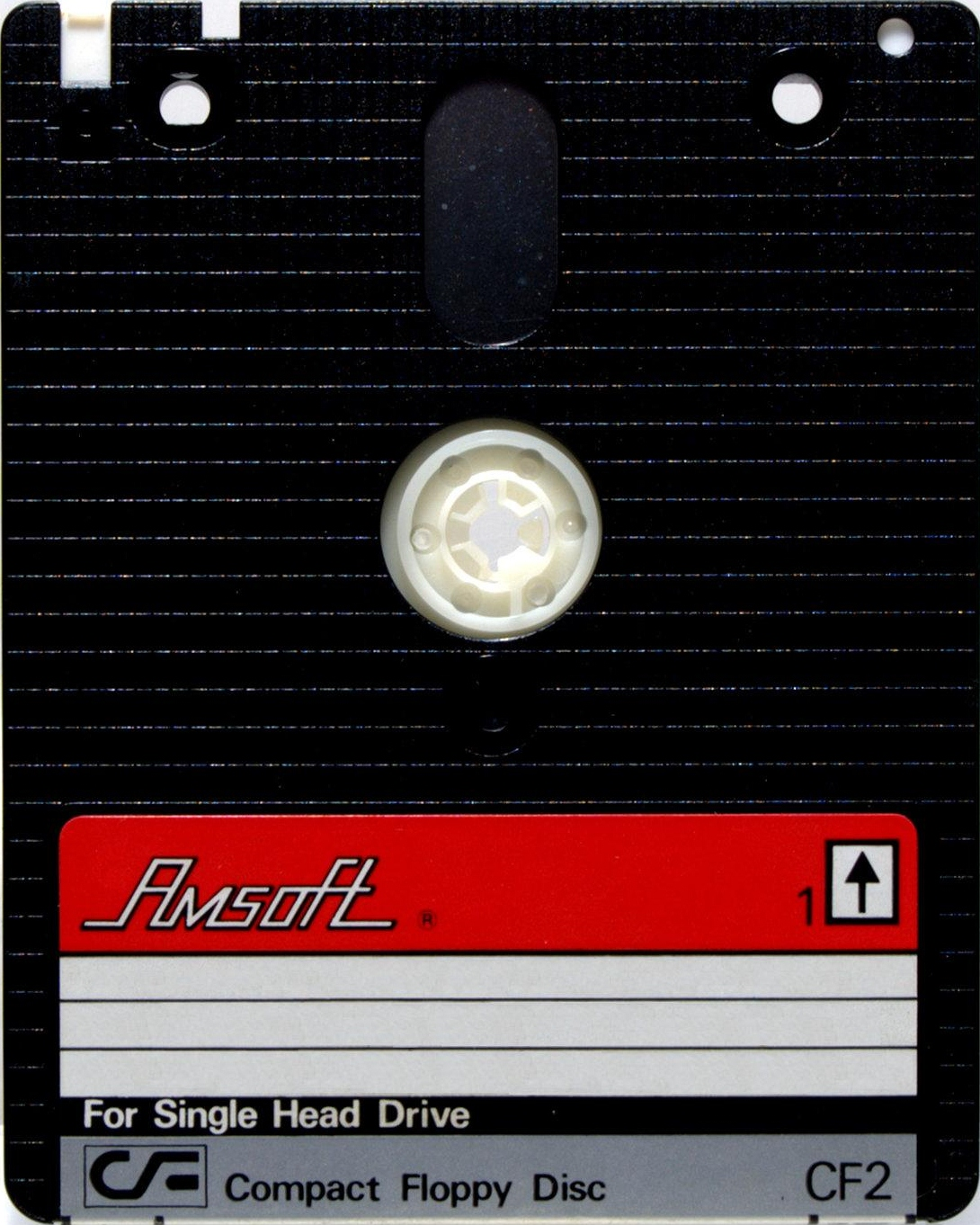
Het minder bekende rechthoekige 3 inchmodel

Een diskette of floppy(disk) is een opslagmedium dat gebruikt wordt voor dataopslag in een computer. De diskette werd eind jaren zestig door IBM ontwikkeld in een 8 inchversie. Na de opkomst van de pc in de jaren tachtig was het medium alomtegenwoordig voor gegevenstransport tussen verschillende computers, als extern geheugen of back-up. Sony, de grootste fabrikant van floppy's, stopte in 2011 met de productie.
Een diskette bestaat uit een dun, flexibel (waarvan de Engelse benaming floppy is afgeleid), rond stuk plastic, bedekt met een magnetiseerbare laag en gevat in een vierkant of rechthoekig omhulsel.
De schijf wordt gelezen en beschreven in een zogenoemde floppydiskdrive, FDD of diskettestation, niet te verwarren met een 'fixed disk drive', dat een oude IBM-benaming is voor een harde schijf.

## Gebruik
Floppydisks, ook wel floppy's genoemd, waren een onmisbaar onderdeel van personal computers zoals die in de jaren tachtig op de markt werden gebracht. Ze waren het middel om besturingssysteem, software en gegevens op te slaan toen er nog geen betaalbare harde schijven waren. Bovendien dienden diskettes voor het maken van externe back-ups en de uitwisseling van gegevens.
Tegen het begin van de jaren negentig werden softwarepakketten zo groot dat ze niet meer op één diskette pasten, en er soms wel tientallen diskettes nodig waren om ze op te slaan. Tegen het eind van de jaren negentig werd hiervoor steeds vaker de cd-rom gebruikt, die de capaciteit van honderden diskettes heeft. De zipdisk, Jaz en/of SuperDisk met een opslagcapaciteit variërend van 100 tot 2000 MB werden soms als alternatief voor de diskette ingezet bij het bewaren van gegevens.
Tegenwoordig wordt voor externe opslag meestal gebruikgemaakt van externe (magnetische) schijven of USB-sticks. Voor back-up wordt in professionele omgevingen nog steeds veel gebruikgemaakt van tapedrives (zoals DDS en DLT).
Apple was het eerste bedrijf dat de diskette helemaal afschafte met de introductie van de iMac in 1998. In maart 2003 nam Dell eenzelfde beslissing door het diskettestation optioneel te maken voor de Dell Dimension thuiscomputers. Tot heden zijn diskettestations (eventueel in USB-uitvoering) als losse component leverbaar. Nieuwe computers worden sinds 2005 nog zelden standaard uitgerust met een diskettestation.

## Geschiedenis

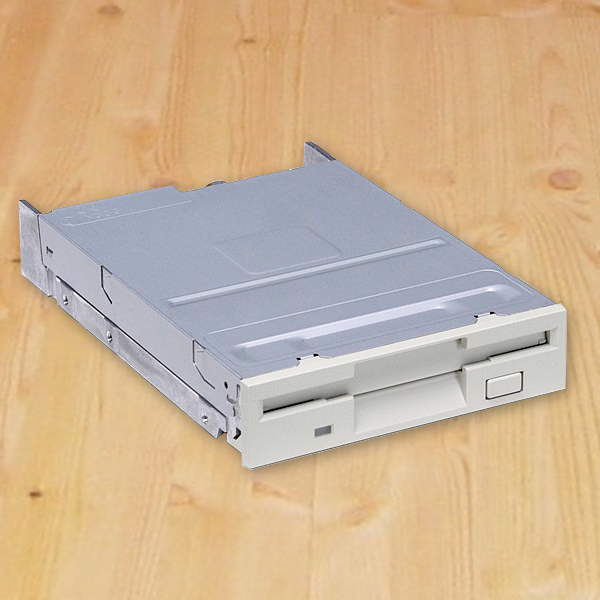
Diskettestation voor 3½ inch-diskettes

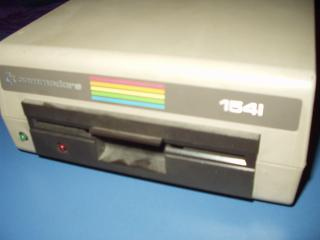
Diskettestation van een Commodore 64 voor 5¼ inchdiskettes

De diskette en floppydiskdrive (FDD) werden in 1967 uitgevonden door de IBM-technicus Alan Shugart.
De eerste floppydrives gebruikten een schijf met een diameter van 8 inch (ongeveer 20 centimeter) en hadden een capaciteit van slechts 80 kilobytes. Door onder andere IBM en NCR werd deze floppy (als read-only-unit) gebruikt in grote mainframes voor de snelle installatie van firmware (microcode) en diagnostics-software. Latere versies, voor RX01- en RX02-drives, hadden een capaciteit van 256/512 kB.
Leveranciers van homecomputers, die tot dan toe gebruik maakten van magnetische tapes (compact cassette), zagen al snel de mogelijkheden van het nieuwe medium. De eerste floppydisk in een thuiscomputer was de 5¼ inchversie (ongeveer 13 centimeter), klein genoeg om in een desktopmachine te passen, met een capaciteit van 360 kB (double sided, double density).
Omdat deze machines nog geen harde schijf hadden, werd het besturingssysteem geladen van een floppy, waarna het schijfje werd vervangen door een ander waarop de applicatie stond. Latere machines hadden twee diskettestations zodat de schijf met het besturingssysteem in het eerste diskettestation (drive A) kon blijven terwijl de applicatieschijf in het andere station (drive B) werd geplaatst. Dit maakte het ook eenvoudiger een diskette te kopiëren.
Latere disketteversies konden 1,2 megabytes bevatten (double sided, high density). Het door elkaar gebruiken van 360 kB- en 1,2 MB-floppydisks kon problemen opleveren. Als een 1,2 MB-floppy werd beschreven in een 1,2 MB-diskettestation maar alsof het een 360 kB-floppy was, dan kon deze soms niet gelezen worden door een 360 kB-diskettestation, doordat dat een breder spoor las en zo nog oude gegevens van een ander spoor meenam.
Deze schijven waren nog steeds van flexibel materiaal gemaakt en werden vaak bewaard in speciale papieren enveloppen.
Fabrikant Amstrad leverde de Amstrad CPC-modellen CPC664 en CPC6128 met een 3 inchdrive, wat door enkele andere fabrikanten werd gevolgd. De schijven hiervoor bleven duur en werden dan ook geen commercieel succes. Het kleine formaat en het harde omhulsel met schrijfbeschermingsschuifje bleek echter een succes wat terugkwam in de latere 3½ inchdiskettes.
Door Sony werd op basis hiervan een 90 mm-versie ontwikkeld. Amerikaanse fabrikanten rondden dit af op 3½ inch (hoewel 3½ inch eigenlijk 88,9 mm is) en deze naam werd algemeen overgenomen, zelfs in landen die het metriek stelsel hanteren. Gebruikmakend van de laatste technische ontwikkelingen en de eigenschappen van de eerder genoemde 3 inchdisk werd de capaciteit vastgesteld op 720 kB (double sided, double density). 720 kB was het formaat voor MS-DOS-systemen, voor Amiga-systemen bevatten dezelfde floppy's maximaal 880 kB en eerdere Apple-systemen kwamen tot 800 kB. Bruto kon de diskette 1 MB bevatten; er is echter altijd ruimte nodig voor de formattering en het bestandssysteem. Ondanks het harde omhulsel bevat de 3½ inchdiskette van binnen nog steeds een flexibel schijfje om de gegevens op te slaan – vandaar dat deze nog steeds 'floppy' genoemd kan worden, al is 'diskette' inmiddels meer gangbaar.
Al snel werd dit gevolgd door de High Density-standaard, te herkennen aan de gestileerde HD in de rechterbovenhoek en een tweede gaatje in de hoek. In de andere hoek zat een gaatje met een beweegbaar schuifje, om de diskette te beschermen tegen onbedoeld schrijven. Zo werd het een read-only. Deze diskettes bevatten maximaal 1,44 MB (1,76 MB voor Amiga's; 2,0 MB ongeformatteerd) wat ook de standaard is, ondanks pogingen om de diskettes te maken met dubbele capaciteit (2,88 MB) door gebruik te maken van andere formatteringsmethoden en andere coatings. Om problemen zoals bij de 5¼ inchfloppy's te voorkomen, had de 1,44 MB-diskette een uitsparing in de behuizing, waaraan het diskettestation de diskette kan herkennen. Soms kon dit (bewust of onbedoeld) omzeild worden, zodat er nog steeds lees- en schrijfconflicten konden ontstaan tussen de 720 kB- en 1,44 MB-versie. Ook kon zich hetzelfde probleem voordoen als met 5¼ inchdiskettes. Wanneer een highdensitydiskette op 720 kB werd geformatteerd in een HD-drive, was het spoor slechts zo breed als de kop toeliet. Als de schijf daarna gelezen werd in een doubledensitydrive, was een deel van het DD-spoor ongemagnetiseerd, zodat de drive de data niet betrouwbaar las.
Microsoft-software werd vaak uitgebracht op diskettes die 1,68 MB bevatten. Hierbij werd gebruikgemaakt van een andere formattering: 21 sectoren in plaats van de standaard 18.
Het meest gebruikte bestandssysteem voor diskettes is FAT12, maar ook andere bestandssystemen zoals Minix zijn mogelijk.
Tegen de jaren negentig werden computers meestal uitgevoerd met beide typen diskette, dus zowel de 5¼ als de 3½ inchvariant. Enkele jaren later bleek de robuustere 3½ inchversie de meest gebruikte. Dit kwam doordat de magnetiseerbare oppervlakte van de 5¼ inchschijf te gemakkelijk beschadigd kon worden door bijvoorbeeld vingerafdrukken. 3½ inchdiskettes waren handiger om mee te nemen, doordat ze door de stevigheid van de behuizing minder risico liepen beschadigd te worden in tassen of jaszakken.
Sinds de opkomst van cd-roms en de dvd zijn diskettes steeds verder in onbruik geraakt. Ook het gebruik van de USB-stick heeft sinds de eeuwwisseling een hoge vlucht genomen. Japan is de enige uitzondering, daar wordt de floppy nog massaal gebruikt.

## Typen
Er zijn verschillende soorten en formaten diskettes:
- 8 inch (20 cm), met een capaciteit van 80 kB (Read Only), 256 kB (Single-Sided, Normal-Density), 500 kB (Single-Sided, Double-Density) en 1200 kB (Double-Sided, Double-Density)
- 5¼ inch (133 mm), met capaciteiten van 110 kB, 160 kB en 180 kB (Single-Sided, Single-Density), 320 kB en 360 kB (Double-Sided, Double-Density), 720 kB (Double-Sided, Quad-Density) en 1,2 MB (Double-Sided, High-Density)
- 3½ inch (eigenlijk 90 mm), met capaciteiten van 360 kB (Single-Sided, Double-Density), 720 kB (Double-Sided, Double-Density), 1,44 MB (Double-Sided, High-Density) en 2,88 MB (Double-Sided, Extra-high-Density), 21 MB (VHD, of Floptical), 120 MB (SuperDisk LS-120), 240 MB (SuperDisk LS-240) en 150 MB / 200 MB (HFiD, High Capacity Floppy Disk). Een Amiga heeft 880 kB (Double-Sided, Double-Density) en 1,76 MB (Double-Sided, High-Density) als indeling. De Single-Sided 360kB-versie zat in de eerste MSX-computers met diskettestation en werd ondersteund door de IBM Personal Computer.
- 3 inch, met 160 kB per zijde (als vervanging gedacht voor de 5,25 inchmodellen). Dit formaat is niet populair geworden en werd gebruikt voor bepaalde CP/M-modellen en de Amstrad CPC-serie.
- Van de twee oudste en grootste floppydisk-soorten zijn hard-sectored en soft-sectored uitvoeringen gemaakt. Het verschil zit in een reeks gaatjes in de drager bij het hard-sectored type. Deze gaatjes werden optisch gedetecteerd en gebruikt als referentie bij het formatteren van de sectoren. In de IBM PC werden soft-sectored disks toegepast; sinds die tijd zijn hard-sectored disks vrijwel niet meer gebruikt.

## Betrouwbaarheid
Bij een diskette worden de gegevens met behulp van magnetisme opgeslagen. Hierdoor kunnen problemen met de betrouwbaarheid van het medium ontstaan. Door een magneetje langs een diskette te halen kan een gedeelte van de data verdwijnen of corrupt raken.
Om gegevens op een diskette te bewaren diende men de diskette in ieder geval:
- niet in de zon en op te warme plekken te leggen;
- niet op stoffige plaatsen te bewaren;
- niet bij magneten en magnetische apparaten (zoals apparaten met een transformator) in de buurt te houden;
- niet met oplosmiddelen in contact te laten komen (ook niet in dezelfde kast plaatsen waar oplosmiddelen staan);
- op te bergen met de magnetiseerbare laag afgedekt;
- niet op een vochtige plaats te bewaren (zoals in de auto of keuken);
- niet te beschrijven met schrijfgerei dat een hoge druk uitoefent, zoals een balpen.

Als een diskette goed bewaard wordt, zouden de gegevens normaliter zo'n vijf tot tien jaar leesbaar moeten blijven. De praktijk was echter meestal anders. Eén diskette als enige medium gebruiken om back-ups van belangrijke bestanden te bewaren, was dan ook uitermate onverstandig.

## Virusgevaar
Onbedoeld vormden diskettes destijds een groot risico bij het verspreiden van computervirussen. Behalve dat een diskette besmette programma's kan bevatten, kan een diskette ook zelf besmet worden met een zogeheten bootsectorvirus. Elke diskette bevat een master boot record (MBR) dat de hardware (het BIOS) bij het aanzetten helpt om het besturingssysteem te laden. Ook niet-opstartbare diskettes hebben een MBR. Als een computer die standaard opstart van diskette aangezet wordt terwijl er een met een bootsectorvirus besmette diskette in het diskettestation geplaatst is, nestelt dit virus zich in het geheugen van de computer. Als de computer vervolgens gewoon opstart, hoeft de gebruiker daar niet direct iets van te merken, maar ook als de computer niet start en de gebruiker vervolgens de besmette diskette verwijdert en de computer vanaf een andere diskette opstart zonder de computer tussendoor uit- en aan te zetten, blijft het virus in het geheugen aanwezig. In het begin zal het virus zich zoveel mogelijk verspreiden (door elke nieuwe diskette die geplaatst wordt te besmetten). Pas later komt de ware aard van het virus naar voren.

## Diskettestation
In 2003 werden de meeste pc's nog hooguit met één diskettestation uitgerust, maar sinds 2005 wordt het diskettestation meestal geheel weggelaten. De moederborden hebben echter nog wel een aansluiting voor diskette, zodat inbouw achteraf nog steeds mogelijk is. Bovendien bestaan er diskettestations met usb-aansluiting.
In de besturingssystemen DOS en Windows krijgen diskettestations en andere opslagmedia een driveletter toegewezen waarmee de schijf te benaderen is. Indien twee diskettestations aanwezig zijn, worden dit A en B. Indien er maar één diskettestation aanwezig is, worden zowel de letter A als B gebruikt voor hetzelfde station. Dit heeft een historische oorzaak. In het verleden, toen harde schijven vrijwel onbetaalbaar waren, had men twee diskettestations nodig wanneer men gegevens wilde kopiëren. Het kopiëren gebeurde van A naar B (of andersom). In computers met slechts één diskettestation kan hetzelfde commando of programma gebruikt worden. Het besturingssysteem leest wat gegevens vanaf diskette A en vraagt vervolgens om diskette B te plaatsen. De ingelezen gegevens worden weggeschreven naar diskette B en vervolgens vraagt het besturingssysteem om diskette A weer te plaatsen. Dit werkt overigens niet alleen bij het kopiëren van gegevens: het besturingssysteem onthoudt welke schijfletter het laatst gebruikt was en zal vragen de diskette te wisselen als de andere schijfletter gebruikt wordt.
In Unix-achtige systemen worden diskettes veelal gemount op /media/floppy, /mnt/floppy/ of /floppy. De keuze ligt bij die systemen echter vrij.

## Aansluitkabel
Een intern diskettestation wordt met een 34-polige kabel op het moederbord aangesloten. Deze kabel bevat de volgende aders:
| pin | van/naar diskettestation | functie |
| --- | ------------------------ | --- |
| 8   | van                      | Index. Het station geeft hiermee een puls aan de computer om aan te geven dat het indexgaatje - het beginpunt van de schijf - de leeskop passeert. |
| 10  | naar                     | Motor van station A. Het moederbord activeert deze lijn om de motor van station A te laten lopen.                                                  |
| 12  | naar                     | Drive select B. Het moederbord activeert deze lijn om opdrachten aan station B te kunnen geven.                                                    |
| 14  | naar                     | Drive select A |
| 16  | naar                     | Motor van station B |
| 18  | naar                     | Staprichting. Bepaalt in welke richting de kop zich verplaatst als een puls op lijn 20 wordt gegeven.                                              |
| 20  | naar                     | Stap. Een puls op deze lijn heeft tot gevolg dat de kop zich naar het volgende of vorige spoor verplaatst.                                         |
| 22  | naar                     | Te schrijven gegevens |
| 24  | naar                     | Schrijven of lezen |
| 26  | van                      | Spoor nul. Het diskettestation geeft hiermee aan dat de kop op de buitenrand van het schijfje staat.                                               |
| 28  | van                      | Schijf is tegen schrijven beschermd |
| 30  | van                      | Gelezen gegevens |
| 32  | naar                     | Kopselectie. Hiermee wordt bepaald of de boven- of onderkant van het schijfje gelezen wordt.                                                       |
| 34  | van                      | Schijf verwisseld |

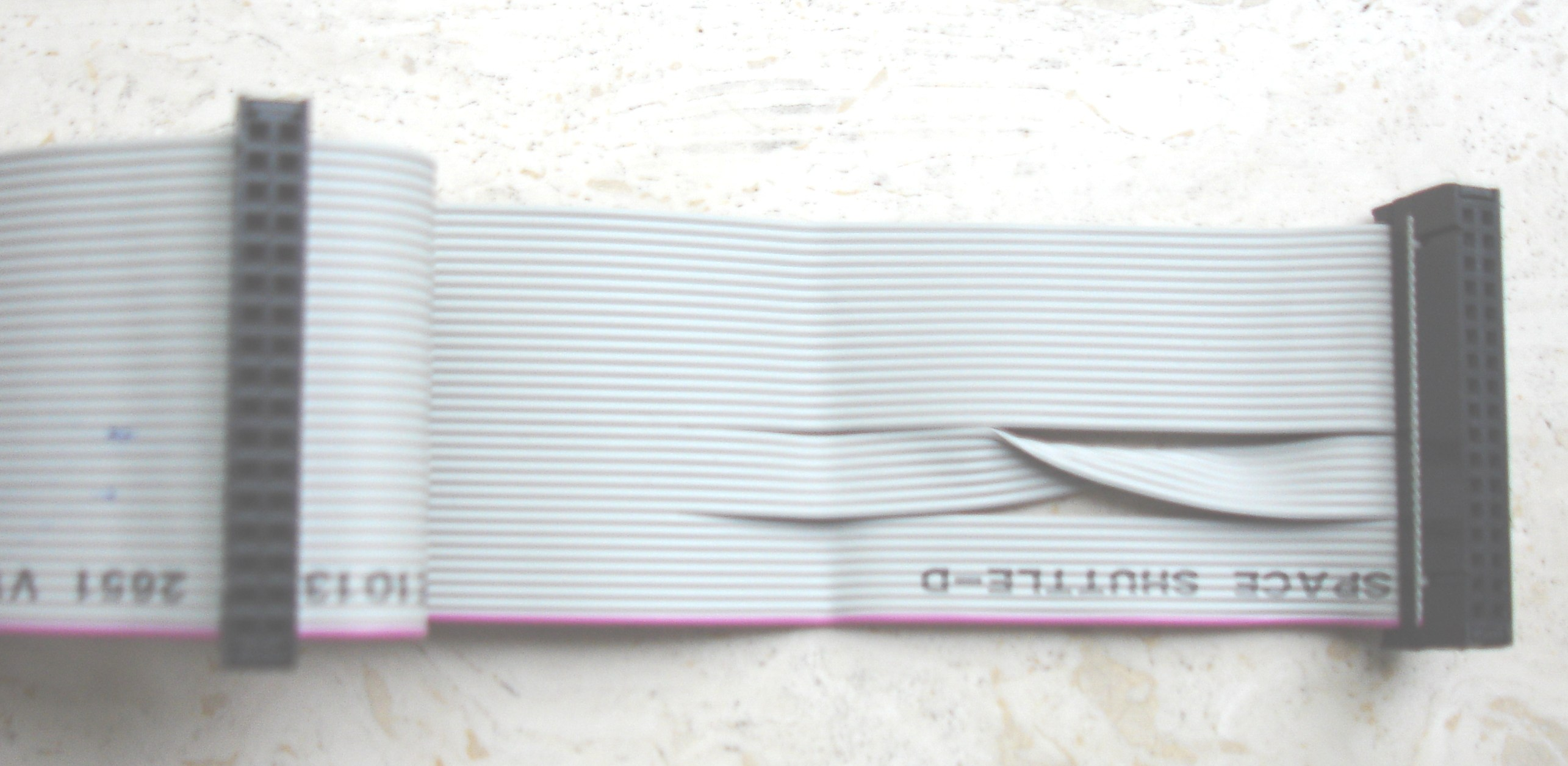
Deel van een diskettekabel, met tussen de connectors een slag in de kabel

Oorspronkelijk had een floppystation een of twee jumpers om aan te geven of het station A of B was. Deze jumpers werd verbonden met pin 10 en 14 (A) of met pin 16 en 12 (B). Later werd het gebruikelijk deze jumper altijd in de positie B te zetten. De aders 10 t/m 16 van de kabel werden tussen de twee connectors losgesneden en met een slag weer vastgezet. Het station aan het einde van de kabel werd dan automatisch station A, en het andere station werd B.

## Onbruik
De diskette is door de jaren heen in onbruik geraakt en is niet meer relevant voor huidige computersystemen. De rol van gegevensdrager is door diverse media overgenomen. De USB-stick, die een lage toegangstijd en een hoge opslagcapaciteit hebben, en ook optische schijven als de cd-r (w) maakten het vrijwel overbodig, net als het internet.
In 2007 werd voor computerhobbyisten soms nog aanbevolen om bij een nieuwe computer een diskettestation te installeren. Bij bijvoorbeeld het configureren van een RAID-set of het instellen van partities en een bootloader kan een diskette nog handig zijn. Voor de doorsnee gebruiker heeft een diskette geen functie meer.
Bij oude computers is een diskette vaak nodig. Voor oude hardware staan de stuurprogramma's vaak nog op diskettes. Ook kan een computer via een diskette nog steeds opgestart worden met een DOS-systeem. Zo kan zelfs een oude computer zonder harde schijf en zonder cdrom-speler nog een functie krijgen als router in een netwerk.
In 2009 maakte Sony - uitvinder van de 3½ inchdiskettedrive - bekend de productie van deze drives te beëindigen. In april 2010 maakte Sony bekend dat de verkoop van de 3½ inchdiskettes in Japan per maart 2011 zou worden beëindigd.
Sommige netlabels leggen zich toe op het produceren van muziek op een 3½ inchdiskette. Omdat er veel minder gegevens op een diskette passen dan op een cd, moet de muziek zeer sterk worden gecomprimeerd, tot wel 20 keer zo sterk als gebruikelijk. Dit wordt meestal gedaan door low-bit-artiesten. Meestal betreft het niet een fysieke diskette, maar een gratis download onder de 1,44 MB, hoewel onder meer het netlabel Diskette Etikette Records fysieke disks verkoopt.

## Flippy disk
Een flippy disk was oorspronkelijk de term voor een 5¼ inchdiskette die zo werd gemaakt dat men software kon verdelen voor twee verschillende computersystemen. Het spel The Eidolon is hiervan een voorbeeld: op de ene kant staat een versie voor de Atari ST, op de andere kant voor Commodore 64. Het woord "flippy" is afgeleid van de Engelstalige term "to flip", wat "omslaan" betekent.
Later werd de term ook gebruikt voor diskettes die gemodificeerd werden door gebruikers zodat deze op sommige types van computer meer data konden bevatten dan waarvoor ze gemaakt werden. Zoals:

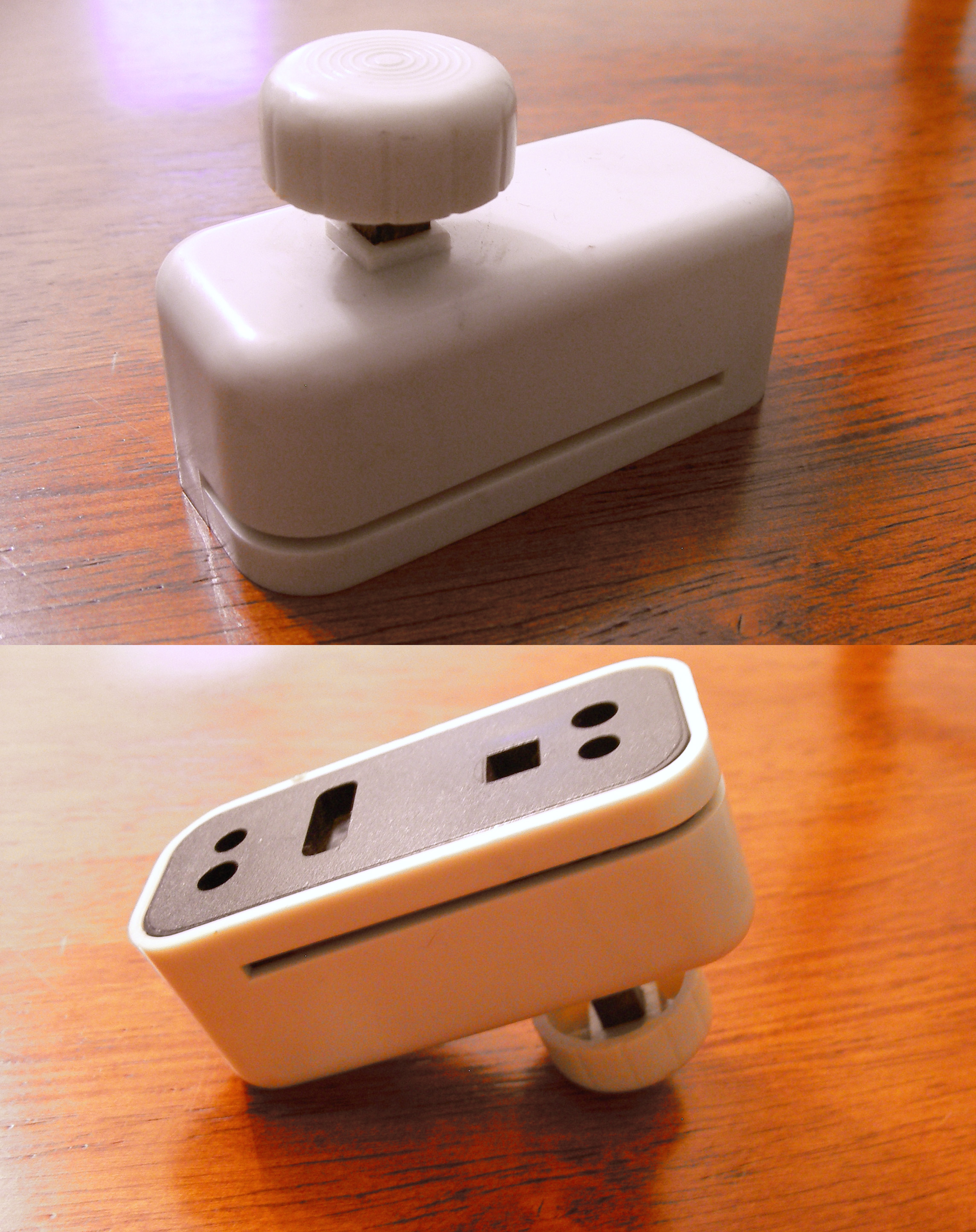
Een kniptoestel om van een enkelzijdige 5¼ inchschijf een dubbelzijdige te maken

- Op een 5¼ inch Single Sided-schijf kan men in principe enkel aan de bovenkant schrijven. Zo'n schijf heeft aan één kant een gaatje wat wil zeggen dat men kan schrijven. Als men het gaatje bedekt met niet-doorzichtige plakband, is deze tegen schrijven beveiligd. Nu heeft de achterkant van heel wat van zulke enkelzijdige schijven dezelfde specificaties. Dit wil zeggen dat als men een gaatje maakte aan de andere kant van de schijf, men de achterkant van de schijf ook kon gebruiken.[6] Er bestaan hiervoor speciale knippers.Een kniptoestel om van een enkelzijdige 5¼ inchschijf een dubbelzijdige te maken Op sommige systemen, zoals Commodore 64, werd data enkel op de voorkant weggeschreven. De gebruiker diende de flippy schijf omgekeerd in de diskettespeler te steken om zo de achterkant te gebruiken. Bij andere systemen werd de achterkant van de flippy disk automatisch gebruikt wanneer de voorkant vol stond. Bij zulke flippyschijven bleef de schrijfdichtheid gelijk.
- Bij een 3½ inchschijf met Double Density kon men ongeveer hetzelfde doen. Deze schijfjes hadden oorspronkelijk een opslagcapaciteit van 720 kB, het schijfje kon enkel met de bovenkant in de lezer gestoken worden en data werd sowieso aan twee kanten van het schijfje bewaard. Aan één kant zat een schuifslotje waarmee de schijf tegen schrijfbewerkingen kon worden beveiligd. Later kwamen er van dit type High Density-schijven op de markt. Zulke schijven hadden aan één kant een schuifslotje en aan de andere kant enkel een opening. Ook nu kon men bij een Double Density-diskette een gaatje bijmaken waardoor deze volgens het diskettestation een High Density-diskette werd. De magneetlaag van zo'n diskette was daar echter niet voor bedoeld.

## Trivia
- De afstand tussen de twee gaatjes van een high density 3½ inchdiskette is 8 cm, toevallig precies gelijk aan de afstand van de ringen van een Europese ringband. Hiervan kan gebruik worden gemaakt om een diskette in een ringband op te bergen.
- In een groot aantal computerprogramma's wordt de symboolvorm van de diskette nog steeds gebruikt als knopje om het document op te slaan. Dit staat los van het feit of de computer die gebruikt wordt in het bezit is van een diskettestation. In veel gevallen staat in het pictogram de opening in het schuifje aan de andere kant geprojecteerd dan in een echte disk het geval was.
- In 1983 werd het nummer Blue Monday van de Britse groep New Order als maxisingle (12 inch) uitgebracht in een hoes als een diskette / floppy disk van 8 inch (20 cm). Deze versie is veel gezocht door vinylverzamelaars.[bron?]